# 相生町 (静岡市清水区)
相生町（あいおいちょう）は、静岡市清水区の地名。丁番を持たない単独町名である。住居表示は実施済み。

## 地理
北西で銀座、北で江尻東（国道149号清水橋の下で三丁目と接する）、北東で島崎町、東で旭町、南で万世町、西で巴町と隣接する。
国道149号に沿う、南北に細長い境域を持つ。周辺は、ホテルや銀行が複数設置されている。

## 歴史

### 町名の由来
あたりの松林の松である「相生の松」に由来する。「相生の松」は、2本向き合って成長する松の意と思われるが、定かではない。

### 沿革
- 1893年（明治26年）4月9日 - 江尻町の一部（大字辻）が分立して辻村が発足。相生町は国道149号を挟んで西部が江尻町、東部が辻村となる。
- 1918年（大正7年）8月1日 - 辻村が町制施行して辻町となる。
- 1924年（大正13年）
  - 1月31日 - 江尻町が安倍郡入江町に編入し、同日に西部の江尻町は廃止される。また東部の辻町も入江町に編入し、同日に廃止された。
  - 2月11日 - 入江町が清水町、不二見村、三保村と合併して清水市が発足。
- 1928年（昭和3年）12月25日 - 静岡電気鉄道の手により江尻新道（現新清水）- 港橋間開業
- 1932年（昭和7年）11月  - 江尻跨線橋起工。
- 1933年（昭和8年）3月29日 -  江尻跨線橋架設に伴い港橋 - 横砂間直通運転開始。清水市内線と改称。江尻新道駅は清水相生町駅と改称。
- 1939年（昭和14年）7月1日 -  辻より相生町が分離し新設。
- 1974年（昭和49年）7月7日 -  七夕豪雨による被災に伴い、清水市内線は運転休止に。
- 1975年（昭和50年）3月22日 -  被災後復旧することなく、市内線は廃止。静岡鉄道バスによる代替輸送が開始（同社のバス事業の分社化により、現在はしずてつジャストラインが運行）
- 1976年（昭和51年）7月1日 -  旭町の一部を編入し住居表示化。
- 2003年（平成15年）4月1日 - 清水市が静岡市と合併し、改めて静岡市が発足。相生町は「清水相生町」に改称。
- 2005年（平成17年）4月1日 - 静岡市が政令指定都市に移行。旧町域は清水区となり、清水相生町は「相生町」に改称。

## 世帯数と人口
2021年（令和3年）9月30日現在の世帯数と人口は以下の通りである。
| 大字   | 世帯数  | 人口  |
| ------ | ------- | ----- |
| 相生町 | 173世帯 | 250人 |

## 小・中学校の学区
市立小・中学校に通う場合、学区は以下の通りとなる。
| 番・番地等 | 小学校                 | 中学校                 |
| ---------- | ---------------------- | ---------------------- |
| 全域       | 静岡市立清水浜田小学校 | 静岡市立清水第二中学校 |

## 交通

### 鉄道
JR東海
- 東海道本線 -駅は設置されていないが、町内の北部を通過する。波止場踏切が、銀座と巴町の境界となっている。

静岡鉄道
- 静岡鉄道静岡清水線 - 新清水駅。

### バス
- しずてつジャストライン
- エスパルスドリームプラザ無料シャトルバス

### 道路
- 国道149号
- 静岡県道407号静岡草薙清水線

## 施設
- 清水相生郵便局
- みずほ銀行清水支店
- 東京海上日動火災保険清水支社
- しずおか信用金庫清水支店
- スルガ銀行清水支店
- 静岡市清水産業・情報プラザ
- 秀英予備校清水本部校